# 209054 Lombkató
(209054) Lombkató, denumire internațională (209054) Lombkato, este un asteroid din centura principală de asteroizi.

## Descriere
209054 Lombkató este un asteroid din centura principală de asteroizi. A fost descoperit pe 23 august 2003 la Piszkesteto de Krisztián Sárneczky și Brigitta Sipőcz. Asteroidul prezintă o orbită caracterizată de o semiaxă mare de 2,29 ua, o excentricitate de 0,11 și o înclinație de 3,9° în raport cu ecliptica.